# Sorex averini
Sorex averini és una espècie de mamífer de la família de les musaranyes (Soricidae). Viu a la regió del baix Dnièper, a Ucraïna. Alguns autors consideren que es tracta d'una subespècie o al·lospècie de Sorex araneus.